# Mikkel Aagaard (Handballspieler)
Mikkel Holm Aagaard (* 26. November 1979 in Kopenhagen) ist ein ehemaliger dänischer Handballspieler.
Der 1,89 m große und 90 kg schwere Rechtshänder wurde zumeist als linker Außenspieler eingesetzt. Aagaard begann bei FIF mit dem Handballspiel. Mit Virum-Sorgenfri HK spielte er im EHF-Pokal 2000/01. Nach einer Saison beim Team Helsinge nahm er mit Bjerringbro HK 2002/03 erneut am EHF-Cup teil. Ab Januar 2003 lief er bis zum Saisonende für den spanischen Verein CB Torrevieja auf. Im Sommer 2003 wechselte er zu Skjern Håndbold, mit dem er im EHF-Pokal 2004/05 und 2006/07 spielte. Im Europapokal der Pokalsieger 2005/06 erreichte er das Viertelfinale und wurde mit 62 Treffern zweitbester Torschütze des Wettbewerbs. Ab März 2007 ging er für die spanische Mannschaft Bidasoa Irún auf Torejagd. Anschließend trug er bis zu seinem Karriereende 2010 das Trikot von Viborg HK.
In der Dänischen Nationalmannschaft debütierte Mikkel Aagaard am 22. Juni 2000 gegen Kroatien und bestritt bis 2008 59 Länderspiele, in denen er 107 Tore erzielte. Bei der Europameisterschaft 2006 gewann er Bronze. Zwei Jahre später wurde er Europameister.